# Zephyranthes clintiae
Zephyranthes clintiae är en amaryllisväxtart som beskrevs av Hamilton Paul Traub. Zephyranthes clintiae ingår i släktet Zephyranthes och familjen amaryllisväxter. Inga underarter finns listade i Catalogue of Life.